# Zagadka Einsteina
Zagadka Einsteina lub zagadka rybki – zagadka znana w kilku różnych wersjach, której autorstwo tradycja przypisuje Albertowi Einsteinowi. Miał on rzekomo powiedzieć, że jest w stanie ją rozwiązać jedynie 2% populacji świata. Czasami uważa się za jej twórcę Lewisa Carolla.

## Jedno z możliwych sformułowań
5 ludzi różnych narodowości zamieszkuje 5 domów w 5 różnych kolorach. Wszyscy palą 5 różnych wyrobów tytoniowych i piją 5 różnych napojów. Hodują zwierzęta 5 różnych gatunków. Który z nich trzyma w domu rybki?
1. Norweg zamieszkuje pierwszy dom
2. Anglik mieszka w czerwonym domu.
3. Zielony dom znajduje się bezpośrednio po lewej stronie domu białego.
4. Duńczyk pija herbatkę.
5. Palacz papierosów light mieszka obok hodowcy kotów.
6. Mieszkaniec żółtego domu pali cygara.
7. Niemiec pali fajkę.
8. Mieszkaniec środkowego domu pija mleko.
9. Palacz papierosów light ma sąsiada, który pija wodę.
10. Palacz papierosów bez filtra hoduje ptaki.
11. Szwed hoduje psy.
12. Norweg mieszka obok niebieskiego domu.
13. Hodowca koni mieszka obok żółtego domu.
14. Palacz mentolowych pija piwo.
15. W zielonym domu pija się kawę.

Zakłada się, że domy ustawione są w jednej linii (1-2-3-4-5), a określenie „po lewej stronie” w punkcie 3. dotyczy lewej strony z perspektywy naprzeciw tych domów (tj. dom o numerze n jest bezpośrednio po lewej stronie domu n+1, a dom po lewej od domu n to dom o numerze n-1).

## Rozwiązanie zagadki
Wszystkie pewne fakty: W pierwszym domu mieszka Norweg (1), drugi dom jest niebieski (12), w trzecim domu pija się mleko (8).
Zielony dom znajduje się po lewej stronie domu białego (3), a więc na pewno nie są to domy 1. i 2., ponieważ drugi jest niebieski. Mogą to być domy 3. i 4., lub 4. i 5. W zielonym domu pija się kawę (15), a więc jest to dom 4. lub 5. (w domu 3. pija się mleko). Jednak gdyby był to dom 5., to nie miałby żadnego domu po prawej stronie, a musi mieć biały dom (3). Więc dom 4. jest zielony, a 5. biały.
Anglik mieszka w czerwonym domu (2), więc pozostaje mu tylko dom środkowy.
4 domy mają już przyporządkowane kolory, pozostał tylko pierwszy, więc wiemy, że jest on żółty, a jego mieszkaniec pali cygara (6). Skoro Norweg mieszka w żółtym, to jego sąsiad z niebieskiego domu, hoduje konie (13).
Co pije Norweg? Na pewno nie mleko, ani nie kawę, ponieważ te są już pite w innych domach. Na pewno nie herbatę, ponieważ ją pije Duńczyk (4). Na pewno nie piwo, ponieważ je pije palacz mentolowych (14), a Norweg pali cygara. Podsumowując, Norweg pije wodę, a co za tym idzie, jego sąsiad, pali papierosy light (9).
Kto może palić mentolowe i pić piwo? Norweg nie może, bo pije wodę i pali cygara. Jego sąsiad nie może, bo pali papierosy light. Anglik nie może, bo pija mleko. W czwartym domu pija się kawę, a więc piwo i mentolowe przypadają do ostatniego domu.
Według punktu (7), Niemiec pali fajkę, a my nie wiemy jakie papierosy pali się w domu 3. i 4. W domu 3. nie może mieszkać palacz fajki, ponieważ mieszka tam Anglik, więc w domu 4. mieszka Niemiec i pali fajkę. Anglik natomiast pali papierosy bez filtra (tylko to zostało), a co za tym idzie hoduje też ptaki (10).
Skoro palacz papierosów light (drugi dom), mieszka obok hodowcy kotów, to tym hodowcą jest Norweg (drugi sąsiad to Anglik, ale on hoduje ptaki).
Pozostaje jeden napój do rozdzielenia – herbata, więc pije ją mieszkaniec domu 2., a co za tym idzie jest on Duńczykiem (4).
Pozostała tylko jedna informacja (11). Zatem w ostatnim domu musi mieszkać Szwed, hodujący psy (tylko ten dom nie ma określonego mieszkańca).
Wiadomo już co hodują wszyscy, oprócz Niemca – zatem to on jest właścicielem rybek. Jedyne możliwe rozwiązanie:
| pierwszy dom | drugi dom       | trzeci dom           | czwarty dom | piąty dom           |
| ------------ | --------------- | -------------------- | ----------- | ------------------- |
| Norweg       | Duńczyk         | Anglik               | Niemiec     | Szwed               |
| żółty        | niebieski       | czerwony             | zielony     | biały               |
| woda         | herbata         | mleko                | kawa        | piwo                |
| cygara       | papierosy light | papierosy bez filtra | fajka       | papierosy mentolowe |
| koty         | konie           | ptaki                | rybki       | psy                 |

## Algorytmizacja rozwiązywania
Zagadka Einsteina jest dobrze określonym zagadnieniem programistycznym: jej rozwiązanie można znaleźć używając komputera i odpowiedniego algorytmu, zaimplementowanego w wybranym języku programowania. Rozwiązanie zagadki za pomocą komputera wiąże się z dwoma rodzajami trudności.
Po pierwsze, reprezentacja występujących w zagadce obiektów (takich jak Norweg, papierosy light, psy) i relacji pomiędzy nimi (takich jak mieszka na lewo od) wymaga stworzenia adekwatnej do rozwiązywanego problemu struktury danych.
Po drugie, stworzenie efektywnego algorytmu nie jest zadaniem trywialnym.

### Algorytmbrute force
Prymitywny w logice działania (a co za tym idzie – bardzo kosztowny obliczeniowo) jest algorytm klasy brute force, polegający na generowaniu wszystkich możliwych permutacji danych (innymi słowy, wszystkich możliwych wersji tabelki takiej, jak wyżej przedstawiona) i sprawdzaniu piętnastu warunków podanych w zagadce. Liczba kombinacji, które należy sprawdzić, jest jednak dość duża i przy użyciu typowego komputera osobistego z początków XXI wieku może wymagać wielotygodniowych obliczeń. Tabelkę zawierającą 5 rzędów (narodowość mieszkańca, kolor domu, preferowany napój, rodzaj papierosów, hodowane zwierzęta) i 5 kolumn (związanych z pięcioma domami) możemy bowiem wypełnić na
{\displaystyle 5!\,^{5}\,=\,(1\cdot 2\cdot 3\cdot 4\cdot 5)\,^{5}\,=\,120\,^{5}\,=\,24\,883\,200\,000}
sposobów.
Znaczącą redukcję liczby porównań można uzyskać poprzez generowanie i testowanie jedynie takich permutacji, które spełniają kilka oczywistych kryteriów wstępnych, np. niebranie pod uwagę permutacji, w których Norweg mieszka w domu innym niż pierwszy itp. Umiejętna konstrukcja algorytmu pozwala na osiągnięcie czasu rozwiązywania zagadki na komputerze klasy pentium III rzędu kilku setnych sekundy; programy rozwiązujące zagadkę napisano m.in. w językach Lisp, C++, Python oraz innych.
Złożoność obliczeniowa algorytmu wynosi n!k gdzie n to liczba domów (liczba kolumn tabeli), k to liczba klas cech możliwych do przypisania (liczba wierszy tabeli).

### Algorytm ewaluujący reguły
Algorytm zmniejszający wielokrotnie złożoność obliczeń próbuje odwzorować ciąg myślowy wykonywany przez człowieka rozwiązującego zagadkę. Algorytm polega na rekurencyjnym ewaluowaniu reguł (zdań z treści zadania) poprzez umieszczanie cech tylko w możliwych w danym momencie domach, zachowując relację pomiędzy dwoma cechami wynikającymi z ewaluowanej reguły.
1. Ewaluacja reguły 1: W domu pierwszym umieszczamy Norwega:
  - Dom1(Norweg).
2. Ewaluacja reguły 2: Wyznaczamy wszystkie możliwe domy dla Anglika oraz oznaczamy ten dom jako czerwony. Dom 1 jest już zajęty przez Norwega, mamy więc 4 warianty:
  1. Dom1(Norweg), Dom2(Anglik,czerwony),
  2. Dom1(Norweg), Dom3(Anglik,czerwony),
  3. Dom1(Norweg), Dom4(Anglik,czerwony),
  4. Dom1(Norweg), Dom5(Anglik,czerwony).
3. Ewaluacja reguły 3 dla wariantu 2.1: Ustalamy kolory sąsiednich domów na zielony i biały. Otrzymujemy 2 warianty:
  1. Dom1(Norweg), Dom2(Anglik, czerwony), Dom3(zielony), Dom4(biały),
  2. Dom1(Norweg), Dom2(Anglik, czerwony), Dom4(zielony), Dom5(biały).

Liczba wywołań funkcji w przypadku ewaluowania reguł w kolejności wynikającej z treści zadania:
- wywołanie procedury rekurencyjnej ewaluującej pojedynczą regułę: 2319 razy,
- wyznaczanie możliwych domów dla pojedynczej cechy z danej reguły: 5662 razy,
- ustawianie pojedynczej cechy w domu: 4014 razy.

Złożoność obliczeniowa algorytmu jest trudna do oszacowania i zależna od kolejności ewaluacji reguł, jednak liczba wywołań kluczowych funkcji algorytmu wynosząca około 10000 jest znacząco mniejsza od złożoności algorytmu brute force. Czas wykonania programu napisanego w języku Scala uruchamianego na procesorze o częstotliwości taktowania 3 GHz wynosi około 10 milisekund.

### Algorytm ewaluujący reguły w zoptymalizowanej kolejności
Optymalizacja powyższego algorytmu może polegać na każdorazowym aplikowaniu takiej reguły, która daje najmniejszą liczbę wariantów ze wszystkich pozostałych do ewaluacji reguł.
1. Ewaluacja reguły 1: Umieszczamy w domu pierwszym Norwega:
  1. Dom1(Norweg).
2. Ewaluacja reguły 8: W domu środkowym (3) umieszczamy mleko:
  1. Dom1(Norweg), Dom3(mleko).
3. Ewaluacja reguły 12: Dom obok Norwega przyjmuje kolor niebieski:
  1. Dom1(Norweg), Dom2(niebieski), Dom3(mleko).
4. Ewaluacja reguły 3: Ustalamy kolory sąsiednich domów na zielony i biały. Otrzymujemy dwa warianty:
  1. Dom1(Norweg), Dom2(niebieski), Dom3(mleko,zielony), Dom4(biały),
  2. Dom1(Norweg), Dom2(niebieski), Dom3(mleko), Dom4(zielony), Dom5(biały).

Liczby wywołań funkcji dla tak zoptymalizowanego algorytmu:
- wywołanie procedury rekurencyjnej ewaluującej pojedynczą regułę: 20 razy,
- wyznaczanie możliwych domów dla pojedynczej cechy z danej reguły: 712 razy,
- ustawianie pojedynczej cechy w danym domu: 31 razy.

Jak widać zoptymalizowany algorytm wykonuje jedynie 6 błędnych ustawień cech (31 ustawień vs 25).
Złożoność algorytmu przy założeniu takiego zestawu reguł, które dadzą jednoznaczne rozwiązanie można oszacować na około n2*log(n), gdzie n to liczba reguł opisujących zadanie. Czas wykonania programu napisanego w języku Scala uruchamianego na procesorze o częstotliwości taktowania 3 GHz wynosi około 1 milisekundę.
Implementacja programu rozwiązującego zagadkę jest szczególnie łatwa w językach programowania logicznego, takich jak Prolog.